# Metin Oktay
Metin Oktay (2 de febrer de 1936 - 13 de setembre de 1991) fou un futbolista turc de la dècada de 1960.
Fou 36 cops internacional amb la selecció turca de futbol. Pel que fa a clubs, defensà els colors d'İzmirspor, Galatasaray i Palermo.

## Palmarès
Galatasaray SK
- Lliga d'Istanbul de futbol: 2
  - 1955-56, 1957-58
- Süper Lig: 2
  - 1962-63, 1968-69
- Copa turca de futbol: 4
  - 1962-63, 1963-64, 1964-65, 1965-66
- Supercopa turca de futbol: 2
  - 1966, 1969
- Copa de l'Associació d'Escriptors d'Esports Turcs: 3
  - 1963, 1966, 1967